# Monia Sahal
Monia Sahal (arabe : منية سهل) est une joueuse de pétanque tunisienne. 

## Palmarès

### Séniors

#### Championnats du monde
Championne du monde
- Triplette 2011 (avec Mouna Béji, Nadia Ben Abdessalem et Saoussen Belaïd) :  équipe de Tunisie[1]

Finaliste
- Triplette 2006 (avec Mouna Béji, Nadia Ben Abdessalem et Saoussen Belaïd) :  équipe de Tunisie

#### Jeux méditerranéens
Finaliste
- Triplette 2005 (avec Nadia Ben Abdessalem et Mouna Béji) :  équipe de Tunisie